# منتخب ترينيداد وتوباغو لاتحاد الرغبي
منتخب ترينيداد وتوباغو الوطني لاتحاد الرغبي (بالإنجليزية: Trinidad and Tobago national rugby union team)‏ هو ممثل ترينيداد وتوباغو الرسمي في المنافسات الدولية في اتحاد الرغبي .